# مارسلو پیو
مارسلو پیو (انگلیسی: Marcelo Pío؛ زادهٔ ۱۳ مهٔ ۱۹۹۶) بازیکن فوتبال اهل آرژانتین است.